# Атлас (деревня)
Атла́с — деревня в Муслюмовском районе Республики Татарстан Российской Федерации. Входит в состав муниципального образования Тойгильдинское сельское поселение.

## География
Деревня расположена на левом притоке реки Мелля, в 23 километрах к западу от села Муслюмово.

## Население
| 1926 | 1938 | 1949 | 1958 | 1970 | 1979 | 1989 | 2000 | 2017 |
| ---- | ---- | ---- | ---- | ---- | ---- | ---- | ---- | ---- |
| 161  | 196  | 159  | 168  | 192  | 112  | 34   | 46   | 36   |

## Экономика
Полеводство, скотоводство.

## Социальная инфраструктура
Клуб.